# ستراخووکا
ستراخووکا (به لهستانی:  Strachówka) یک روستا در لهستان است که در گمینا ستراخووکا واقع شده‌است. ستراخووکا ۳۹۰ نفر جمعیت دارد.